# Torrelles de Llobregat
Torrelles de Llobregat (em catalão e oficialmente) ou Torrellas de Llobregat (em castelhano) é um município da Espanha, na comarca de Baix Llobregat, província de Barcelona, comunidade autónoma da Catalunha. Faz parte da Área Metropolitana de Barcelona. Tem 13,55 km² de área e em 2021 tinha 6 126 habitantes (densidade: 452,1 hab./km²).
É neste município que se encontra o Catalunya en Miniatura, um dos maiores parques em miniatura do mundo.